# Tabaré Viudez
Tabaré Viudez (født 8 September 1989 i Montevideo) kaldet 'Chaio', er uruguayansk fodboldspiller, der spiller i Primera División Uruguaya hos Nacional.
Viudez har tidligere spillet for blandt andet Defensor Sporting, italienske AC Milan, argentinske River Plate og Kasımpaşa i Tyrkiet.